# Barbro Oborg
Barbro Christina Oborg Ljunggren, född Oborg den 3 juli 1941 i Engelbrekts församling, Stockholm,  är en svensk skådespelare.

## Biografi

### Uppväxt och studier
Oborg växte upp på Östermalm i Stockholm och redan som barn gav hon teaterföreställningar för andra barn på gårdarna. Senare fortsatte hon att spela teater i Engelbrekts folkskola samt vid Ungdomsgårdarnas centrala teaterförening. Föräldrarna ville dock att hon skulle ha ett "riktigt yrke", och därför studerade hon vid Stockholm stads Handelsrealskola. Därefter studerade hon vid Gösta Terserus teaterskola. 1960 började hon vid Riksteaterns nyinrättade elevskola. Hon utbildade sig därefter 1964–1967 vid Statens scenskola i Malmö. Där blev hon kurskamrat med Sten Ljunggren, som hon senare kom att gifta sig med. 

### Skådespelarkarriär
Efter examen var hon i sex år engagerad vid Norrbottensteatern i Luleå och bland hennes insatser där kan nämnas Fru Yang i Bertolt Brechts Den goda människan i Sezuan, i regi av Johan Bergenstråhle.  
Därefter var hon närmare två decennier i huvudsak anställd vid Göteborgs stadsteater där hon spelade ensembleteater i en varierad dramatisk repertoar. Sommaren 1983 gjorde hon dock ett uppskattat gästspel hos Sten-Åke Cederhök och Tomas von Brömssen  i Mordet på Skolgatan 15. Föreställningen som spelades på Lisebergsteatern kretsade förstås runt de populära Göteborgsprofilerna Albert och Herbert.  
I mitten av 1990-talet var hon vid Nya Pistolteatern i Stockholm där hon bland annat medverkade i pjäsen Pistvakt (1996), som senare kom att bli TV-serie och film. Hon har även medverkat i TV-teatern.
Oborg filmdebuterade 1960 i Alf Sjöbergs Domaren. Inte sällan har hon gestaltat labila kvinnokaraktärer, till exempel som lärare med disciplinproblem i Lära för livet (1977). Hon gjorde också en bärande roll i TV-serien Gyllene år (1975), men är framförallt känd som modern Gudrun Marklund i TV-serien och filmen Pistvakt (1998–2000, 2005).

## Familj
Barbro Oborg gifte sig med Sten Ljunggren 1968. De skildes 1979, men gifte om sig 1991. Tillsammans har de barnen Petter, Matti och Maria, som alla har förekommit i TV-teatersammanhang.
Hon är brorsdotter till konstnären Ken Oborg.

## Filmografi
- 1960 – Domaren
- 1961 – Frisöndag
- 1961 – Ljuva ungdomstid
- 1965 – Juninatt
- 1974 – Landshövdingen
- 1975 – Klassträffen
- 1975 – Gyllene år (TV-serie)
- 1975 – Tjocka släkten (TV-serie)
- 1977 – Lära för livet (TV-serie)
- 1978 – Tältet
- 1979 – Charlotte Löwensköld
- 1979 – Den nya människan
- 1981 – Genombrottet
- 1981 – Hundarnas morgon
- 1981 – Kallocain (TV-serie)
- 1981 – Pappa och himlen
- 1981 – Stjärnhuset (TV-serie)
- 1982 – Albert & Herbert (TV-serie)
- 1983 – Nilla (TV-serie)
- 1983 – Vid din sida (TV-serie)
- 1984 – Mordet på Skolgatan 15
- 1986 – Gösta Berlings saga (TV-serie)
- 1987 – Varuhuset (TV-serie)
- 1989 – Alla älskade Alice
- 1989 – Svenska hjärtan (TV-serie)
- 1989 – Sparvöga (TV-serie)
- 1990 – Smash (TV-serie)
- 1990 – Greger Olsson köper en bil
- 1990–1991 – Storstad (TV-serie)
- 1991 – Tre kärlekar (TV-serie)
- 1992 – Blueprint (TV-serie)
- 1992 – Kvällspressen (TV-serie)
- 1993 – Rosenbaum (TV-serie)
- 1995 – Tag ditt liv
- 1997 – Skärgårdsdoktorn (TV-serie)
- 1998 – Beck – Monstret
- 1998 – Detta har hänt (TV-serie)
- 1998 – Pistvakt (TV-serie)
- 1999 – S:t Mikael (TV-serie)
- 2002 – Taurus (TV-serie)
- 2005 – Jag tänker på mig själv – och vänstern
- 2005 – Pistvakt
- 2009 – Leka med elden
- 2010 – Änglavakt
- 2011 – Den bästa utsikten
- 2013 – Mig äger ingen

## Teater

### Roller (ej komplett)
| År   | Roll | Produktion                                                   | Regi                    | Teater             |
| ---- | ---- | ------------------------------------------------------------ | ----------------------- | ------------------ |
| 1961 |      | Bättre sent än aldrig (It’s never too late) Felicity Douglas | Sandro Malmquist        | Riksteatern        |
| 1973 |      | Sköt dig själv och skit i andra Lars Molin                   | Christian Lund          | Norrbottensteatern |
| 1989 |      | Ett resande teatersällskap August Blanche                    | Elisabeth G. Söderström | Riksteatern        |

## Radioteater

### Roller
| År   | Roll        | Produktion                              | Regi      |
| ---- | ----------- | --------------------------------------- | --------- |
| 1960 | Servitrisen | Kvartetten som sprängdes Birger Sjöberg | Åke Falck |